# Министерство иностранных дел Северной Македонии
Министерство иностранных дел Северной Македони (макед. Министерство за надворешни работи на Северна Македонија, алб. Ministria e Punëve të Jashtme i Republikës së Maqedonisë së Veriut) — орган исполнительной власти Северной Македонии, осуществляющий государственное управление в области отношений Северной Македонии с иностранными государствами и международными организациями.
Министерство было создано в 1991 году после провозглашения независимости Северной Македонии. Название и функции министерства не изменились с момента создания государства. Современная структура Министерства иностранных дел унаследована от бывшего Бюро по связям с заграницей в Социалистической Республике Македонии в составе Социалистической Федеративной Республики Югославии. Бюро, преобразованное позднее в секретариат, было создано 29 апреля 1969 года указом председателя Президиума Собрания Социалистической Республики Македонии. По этому случаю в 2007 году 29 апреля объявлено днём Министерства иностранных дел Северной Македонии.

## Список министров иностранных дел
| #  | Фото               | Имя                            | Полномочия      | Полномочия      |
| #  | Фото               | Имя                            | Начало          | Окончание       |
| -- | ------------------ | ------------------------------ | --------------- | --------------- |
| 1  | Денко Малески      | Денко Малеский (р. 1946)       | 20 марта 1991   | 9 февраля 1993  |
| 2  | Стево Црвенковский | Стево Црвенковский (1947—2004) | 9 февраля 1993  | 23 февраля 1996 |
| 3  | Любомир Фрчкоский  | Любомир Фрчкоский (р. 1957)    | 23 февраля 1996 | 29 мая 1997     |
| 4  | Благой Ханджиский  | Благой Ханджиский (р. 1948)    | 29 мая 1997     | 30 ноября 1998  |
| 5  | Александр Димитров | Александр Димитров (р. 1949)   | 30 ноября 1998  | 30 ноября 2000  |
| 6  |                    | Срджан Керим (р. 1948)         | 30 ноября 2000  | 13 мая 2001     |
| 7  | Илинка Митрева     | Илинка Митрева (1950—2022)     | 13 мая 2001     | 30 ноября 2001  |
| 8  | Слободан Чашуле    | Слободан Чашуле (1945—2015)    | 30 ноября 2001  | 1 ноября 2002   |
| 9  | Илинка Митрева     | Илинка Митрева (1950—2022)     | 1 ноября 2002   | 28 августа 2006 |
| 10 | Антонио Милошоский | Антонио Милошоский (р. 1976)   | 28 августа 2006 | 28 июля 2011    |
| 11 | Никола Попоский    | Никола Попоский (р. 1977)      | 28 июля 2011    | 1 июня 2017     |
| 12 | Никола Димитров    | Никола Димитров (р. 1972)      | 1 июня 2017     | 30 августа 2020 |
| 13 | Буяр Османи        | Буяр Османи (р. 1979)          | 30 августа 2020 | н. в.           |